# Atta vollenweideri
Atta vollenweideri, tên tiếng Anh: chaco leafcutter ant, là một loài kiến ăn lá Tân Thế giới, trong họ Myrmicinae thuộc chi Atta. Loài này thuộc một trong hai chi kiến nấm thuộc tông Attini.